# Planfort
 (janvier 2011).
Si vous disposez d'ouvrages ou d'articles de référence ou si vous connaissez des sites web de qualité traitant du thème abordé ici, merci de compléter l'article en donnant les références utiles à sa vérifiabilité et en les liant à la section « Notes et références ».
 (février 2011).
La ferme de Planfort est un domaine ancien, situé entre la commune française de Brévonnes et le hameau de l’Étape à Mathaux, dans le département de l’Aube et la région Champagne-Ardenne.

## Histoire
La ferme existe depuis fort longtemps. Elle a appartenu aux moines templiers. Elle a été créée à l’époque du duc du Luxembourg, également à l’origine du village de Bouy-Luxembourg. L’église de Brévonnes comporte une plaque funéraire ancienne ou stipule « Ici git Jacques Godinot, Seigneur de Planfort ». Elle comporte une mare et des champs. Ses bâtiments sont classés site archéologique. De nos jours, elle est gérée par la famille Leseur, éleveurs de vaches laitières Prim'Holstein et de vaches nourricières Limousines. Elle comporte également un élevage de chevaux de race Paint Horse et Quarter Horse.